# Attinguié

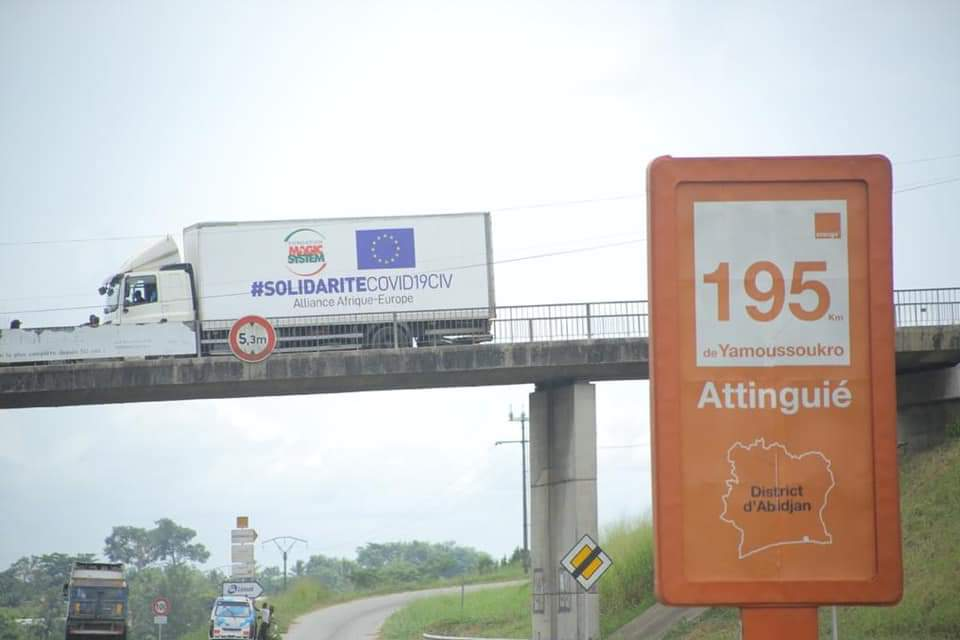
Pont d'entrée à Attinguié.

Attinguié est une localité du sud de la Côte d'Ivoire, et appartenant au district d'Abidjan, dans la région des Lagunes. La localité d'Attinguié est un chef-lieu de commune.
Le village d'Attinguié est limité au sud par le village d'Allokoi, à l'est par Akoupé-Zeudji et Adakè.

## Pharmacie
- Pharmacie d'Attinguié[3].